# Taeniophyllum coxii
Taeniophyllum coxii là một loài thực vật có hoa trong họ Lan. Loài này được (Summerh.) Summerh. miêu tả khoa học đầu tiên năm 1958.